# Strobilanthes ruficaulis
Strobilanthes ruficaulis är en akantusväxtart som beskrevs av Ridley. Strobilanthes ruficaulis ingår i släktet Strobilanthes och familjen akantusväxter. Inga underarter finns listade i Catalogue of Life.